# Mi adorable Sam Soon
Mi adorable Sam Soon (en hangul, 내 이름은 김삼순; romanización revisada, Nae ireumeun gimsamsun; McCune-Reischauer, Nae irŭmŭn kimsamsun), es una telenovela surcoreana de comedia romántica emitida durante 2005, basada en la novela homónima de Ji Soo Hyun, publicada el 9 de marzo de 2004, sobre una pastelera de casi treinta años, que lentamente encuentra el amor en un joven empresario, tras años de soledad y pensar lo distante que sería tener un romance de película.
Es protagonizada por Kim Sun Ah, Hyun Bin, Jung Ryeo-won y Daniel Henney. Fue transmitida en su país de origen por MBC desde el 1 de junio hasta el 21 de julio de 2005, finalizando con una longitud de 16 episodios, al aire las noches de los días miércoles y jueves, con un promedio de 37.6 % y alcanzando cuotas de audiencias de hasta 50.5 %, convirtiéndose Mi adorable Sam Soon, en una de las series más vistas en la historia de la televisión surcoreana.

## Argumento
Kim Sam Soon, (Kim Sun Ah), es una repostera de 30 años. En vísperas de la Navidad, descubre a su novio, Min Hyun Woo, (Lee Kyu-han), siéndole infiel por lo que rompe con él al instante. Esa misma noche, accidentalmente entra en el baño de caballeros, donde no deja de llorar y patalear. Allí conoce al heredero e hijo de la dueña del hotel Hyun Jin Hun, (Hyun Bin), un tipo aparentemente frívolo, despreocupado y muy atractivo y más joven que ella, de 27 años. Por casualidades de la vida Jin Hun necesita a un repostero para su restaurante, "Bon Appetit" y Sam Soon se encuentra desempleada. Sin mayores complicaciones es admitida en su restaurante.
Tras unos cuantos días Sam Soon decide intentar reconstruir su vida sentimental y acude a una cita a ciegas en el mismo lugar donde también se encuentra Jin Hun en otra cita. Para molestarla Jin Hun arruina su cita a ciegas lo que hace que Sam Soon lo odie cada vez más. Jin Hun que sólo quería divertirse y no quiere verla triste, se disculpa y la sigue durante todo el día hasta que Sam Soon se emborracha en un pequeño puesto de la calle. Él la recoge y subida a su espalda la lleva a su apartamento de soltero donde pasan la noche. Ya por la mañana la madre de él, la presidenta del hotel va al apartamento de su hijo y ve a Sam Soon en su cama, lo que la lleva lógicamente a pensar que se han acostado juntos. Aprovechando el malentendido Jin Hun decide proponerle a Sam Soon que se haga pasar por su novia para que de esa forma su madre deje de buscarle novias. Sam Soon rechaza la propuesta a la primera, pero cuando llega a su casa se entera de que pronto perderá la casa familiar debido a una hipoteca que hizo su padre ya fallecido. Entonces, ella pacta con Jin Hun hacerse pasar por su novia a cambio que él le presta la suma de dinero que le falta para pagar la deuda. Luego, Jin Hun presenta a Sam Soon como su novia oficial ante su familia y empleados del restaurante pero el fingir la relación demandará que elaboren un contrato de cómo comportarse y sobrellevarse debido a sus caracteres.
Con el paso del tiempo va naciendo el amor entre los dos. Sam Soon empieza a enamorarse lentamente de su odiado Jin Hun, del cual descubre que tiene un misterioso pasado que no para de atormentarlo. La historia se complica más con la llegada de la antigua novia de Jin Hun, Yoo Hee Jin, (Jung Ryu Won), y el exnovio de Sam Soon que parece haber descubierto su verdadero valor.

## Reparto

### Personajes principales
- Kim Sun Ah como Kim Sam Soon.
- Hyun Bin como Hyun Jin Heon.
- Jung Ryeo Won como Yoo Hee Jin.
- Daniel Henney como Dr. Henry Kim.

### Personajes secundarios
- Kim Ja Ok como Park Bong Sook.
- Lee Ah Hyun como Kim Yi Young.
- Na Moon Hee como Na Hyun Sook.
- Suh Ji Hee como Hyun Mi Joo.
- Yoon Ye Hee como Yoon Hyun Sook.
- Lee Kyu-han como Min Hyun-woo.
- Lee Yoon Mi como Jang Chae Ri.
- Yeo Woon Kye como Sra. Oh
- Kwon Hae Hyo como Lee Hyun Moo.[3]
- Han Yeo Woon como Lee In Hye.
- Kim Hyun Jung como Jang Young Ja.
- Kim Nam-gil como Kim Byeong-tae.

## Banda sonora
| Track listing |                                              |                         |          |  |
| N.º           | Título                                       | Artista                 | Duración |  |
| 1.            | «봉봉 오 쇼콜라 Ⅰ» (Bonbon O Chocolat I)     | Kim Sang Heon           | 2:40     |  |
| 2.            | «Be My Love»                                 | Clazziquai, Yi Sung Yol | 4:39     |  |
| 3.            | «She Is»                                     | Clazziquai              | 3:54     |  |
| 4.            | «WFS»                                        | Kim Sang Heon           | 2:26     |  |
| 5.            | «고별» (Goodbye)                             | Cho Yong Won            | 4:33     |  |
| 6.            | «이별 못한 이별» (Farewell without Farewell) | Jisun                   | 3:47     |  |
| 7.            | «봉봉 오 쇼콜라 II» (Bonbon O Chocolat II)   | Kim Sang Heon           | 2:24     |  |
| 8.            | «고별 II» (Goodbye II)                       | Hae Na                  | 3:28     |  |
| 9.            | «보낼 수 없는 사랑» (Can't Let Go)           | Just                    | 3:53     |  |
| 10.           | «Gravity»                                    | Lim Soon Bum            | 2:14     |  |
| 11.           | «Inside My Heart»                            | Kim Jung Eun            | 4:28     |  |
| 12.           | «Be My Love» (Instrumental)                  | Kim Sung Hoon           | 4:47     |  |
| 13.           | «She Is» (Instrumental)                      | Kang Hyun Min           | 4:40     |  |
| 14.           | «봉봉 오 쇼콜라 Ⅲ» (Bonbon O Chocolat III)   | Kim Sang Heon           | 2:32     |  |

## Recepción

### Audiencia
En Azul la audiencia más baja y en rojo la más alta, correspondientes a las empresas medidoras TNms y AGB Nielsen.
| Ep. #    | Título                                              | Fecha de estreno    | Share    | Share  | Share       | Share       |
| Ep. #    | Título                                              | Fecha de estreno    | TNmS     | TNmS   | AGB Nielsen | AGB Nielsen |
| Ep. #    | Título                                              | Fecha de estreno    | Nacional | Seúl   | Nacional    | Seúl        |
| -------- | --------------------------------------------------- | ------------------- | -------- | ------ | ----------- | ----------- |
| 1        | La vida es como una caja de bombones                | 1 de junio de 2005  | 17.4 %   | 17.8 % | 18.3 %      | 19.2 %      |
| 2        | ¿Podemos intentar salir?                            | 2 de junio de 2005  | 22.9 %   | 24.2 % | 21.3 %      | 23.1 %      |
| 3        | ¿Cómo se puede escribir un contrato de amor?        | 7 de junio de 2005  | 28.5 %   | 29.2 % | 27.8 %      | 29.6 %      |
| 4        | Over the rainbow (Al final del arcoíris)            | 9 de junio de 2005  | 31.2 %   | 32.1 % | 32.7 %      | 30.8 %      |
| 5        | El amor supone ser infantil                         | 15 de junio de 2005 | 35.3 %   | 36.5 % | 35.4 %      | 38.9 %      |
| 6        | Las calorías de un beso, las calorías de amor       | 16 de junio de 2005 | 35.1 %   | 36.1 % | 35.1 %      | 38.2 %      |
| 7        | Madeleine, en busca del tiempo perdido              | 22 de junio de 2005 | 35.0 %   | 35.9 % | 35.6 %      | 38.0 %      |
| 8        | Papá, ¿por qué es mi vida amorosa tan difícil?      | 23 de junio de 2005 | 37.7 %   | 39.1 % | 37.7 %      | 39.8 %      |
| 9        | Jugaste con mi corazón como si fuera un juguete     | 29 de junio de 2005 | 37.4 %   | 39.2 % | 40.7 %      | 43.8 %      |
| 10       | Mi nombre es Kim Hee Jin                            | 30 de junio de 2005 | 39.9 %   | 40.3 % | 41.7 %      | 43.5 %      |
| 11       | No digas que fue un error. Este es el segundo beso. | 6 de julio de 2005  | 43.4 %   | 44.7 % | 44.2 %      | 46.2 %      |
| 12       | ¿Cuál es el problema? ¡Acabó de cumplir 30 años!    | 7 de julio de 2005  | 42.8 %   | 44.0 % | 44.6 %      | 46.5 %      |
| 13       | La manera de romper con ella                        | 13 de julio de 2005 | 45.0 %   | 46.8 % | 44.7 %      | 46.9 %      |
| 14       | Los elementos de un romance                         | 14 de julio de 2005 | 44.0 %   | 45.1 % | 44.1 %      | 46.9 %      |
| 15       | Las reglas del romance                              | 20 de julio de 2005 | 46.0 %   | 47.8 % | 47.9 %      | 50.2 %      |
| 16       | Ama como si nunca te hubieran herido antes          | 21 de julio de 2005 | 49.1 %   | 51.1 % | 50.5 %      | 53.4 %      |
| Promedio | Promedio                                            | Promedio            | 36.9 %   | 38.1 % | 37.6 %      | 39.6 %      |

### Premios y nominaciones
| Año  | Premio                           | Categoría                           | Nominado               | Resultado |
| ---- | -------------------------------- | ----------------------------------- | ---------------------- | --------- |
| 2005 | Mnet Asian Music Awards          | Mejor banda sonora                  | «She Is» de Clazziquai | Ganador   |
| 2005 | Grimae Awards                    | Mejor actriz                        | Kim Sun Ah             | Ganador   |
| 2005 | MBC Drama Awards                 | Gran premio (Daesang)               | Kim Sun Ah             | Ganador   |
| 2005 | MBC Drama Awards                 | Premio a la alta excelencia, actor  | Hyun Bin               | Ganador   |
| 2005 | MBC Drama Awards                 | Premio a la alta excelencia, actriz | Kim Sun Ah             | Ganador   |
| 2005 | MBC Drama Awards                 | Premio a la excelencia, actriz      | Jung Ryeo-won          | Ganador   |
| 2005 | MBC Drama Awards                 | Mejor nuevo actor                   | Daniel Henney          | Ganador   |
| 2005 | MBC Drama Awards                 | Premio a la popularidad, actor      | Hyun Bin               | Ganador   |
| 2005 | MBC Drama Awards                 | Premio a la popularidad, actriz     | Kim Sun Ah             | Ganador   |
| 2005 | MBC Drama Awards                 | Mejor pareja                        | Hyun Bin y Kim Sun Ah  | Ganador   |
| 2006 | Baeksang Arts Awards             | Gran premio (Daesang) para TV       | Mi adorable Sam Soon   | Ganador   |
| 2006 | Baeksang Arts Awards             | Mejor actriz (TV)                   | Kim Sun Ah             | Nominado  |
| 2006 | Baeksang Arts Awards             | Mejor guion (TV)                    | Kim Do Woo             | Ganador   |
| 2006 | Seoul International Drama Awards | Mejor miniserie                     | Mi adorable Sam Soon   | Ganador   |

## Emisión internacional
- Costa Rica: Canal 13.
- El Salvador: VTV.
- Emiratos Árabes Unidos: Dubai TV.
- Estados Unidos: MBC America, AZN Television y Pasiones.
- Filipinas: TeleAsia y GMA Network (2006, 2009 y 2015).
- Hong Kong: ATV.
- Irán: FARSI-1.
- Jamaica: TVJ (2013).
- Japón: KNTV (2005), WOWOW (2006), BS Japan (2007), BS 11 (2009 y 2015), Fuji TV (2010) y BS Fuji (2010).
- México: TV Mexiquense.
- Panamá: SERTV.
- Perú: Panamericana y TV Perú.
- Puerto Rico: WIPR.
- Singapur: Channel U.
- Sri Lanka: Rupavahini.
- Tailandia: ITV (2006) y Channel 7 (2008).
- Taiwán: GTV (2005) y CTS (2009).
- Venezuela: La Tele.
- Vietnam: Hanoi TV (2006) y HTV9 (2006).

## Adaptaciones
- Indonesia: Darling, en 2007.
- Filipinas: Ako si Kim Samsoon, en 2008.